# Commerce Square
Commerce Square es un complejo de edificios de oficinas de gran altura de clase A en el Centro de Filadelfia, en el estado de Pensilvania (Estados Unidos). Commerce Square consta de uno y dos Commerce Square, dos torres de oficinas idénticas de 41 pisos de 172 metros de altura que rodean un patio pavimentado de 2.800 m². Desde el punto de vista arquitectónico, las torres revestidas de granito presentan retranqueos en los lados norte y sur del edificio y están rematadas con un par de diamantes de piedra con cuadrados recortados en el centro. Las torres se construyeron como parte de un auge de edificios de oficinas que Filadelfia estaba experimentando en West Market Street a fines de la década de 1980. Diseñado por IM Pei & Partners (ahora Pei Cobb Freed & Partners), las torres se desarrollaron en una empresa conjunta entre Maguire Thomas Partners e IBM. IBM también alquiló más de la mitad de One Commerce Square para la sede central de la empresa en el Atlántico Medio. La construcción de la primera fase, que incluyó One Commerce Square, la plaza y el espacio comercial, comenzó en 1985 y se completó en 1987. La segunda fase del proyecto, Two Commerce Square, no comenzó hasta que se aseguró un inquilino principal para el edificio en 1990. Consolidated Rail Corporation (Conrail) acordó ser el inquilino principal de Two Commerce Square y convertir el rascacielos en su sede corporativa después de dos años de búsqueda de espacio para oficinas en la región. Two Commerce Square puso fin al auge de la construcción de rascacielos de la década de 1980 cuando se completó en 1992. No se construyó ningún otro rascacielos de oficinas en Filadelfia hasta que Brandywine Realty Trust (NYSE: BDN) construyó el Cira Center en 2005.
En la década de 1990, los inquilinos principales de Commerce Square redujeron drásticamente su presencia en las torres. IBM trasladó algunas de sus operaciones fuera de Filadelfia a principios de la década de 1990, y Norfolk Southern Railway y CSX Transportation compraron Conrail más adelante en la década. Casi todas las operaciones de Conrail se trasladaron fuera de Filadelfia en la década de 2000. La Plaza del Comercio fue elogiada principalmente por su diseño de dos torres que rodean una plaza. El urbanista de Filadelfia, Edmund N. Bacon, elogió Commerce Square y su plaza diciendo que "demostrará ser uno de los mejores proyectos comerciales que se construirán en este siglo".

## Historia
Commerce Square fue parte de un auge en la construcción de edificios de oficinas que tuvo lugar a fines de la década de 1980 en Filadelfia, Pensilvania. Durante el boom, se construyeron numerosos rascacielos en el barrio de West Market Street en el Centro de Filadelfia. El desarrollo de 300 millones de dólares de Commerce Square fue dirigido por Robert F. Maguire III, socio codirector de Maguire Thomas Partners de Los Ángeles. Para poner en marcha su proyecto, Maguire contrató al estudio de arquitectura IM Pei & Partners (ahora llamado Pei Cobb Freed & Partners) para diseñar el complejo. Usando un diseño de una firma de arquitectura líder como incentivo, Maguire se acercó a IBM, una empresa con la que tenía asociaciones anteriores. A principios de noviembre de 1984, después de las negociaciones con Maguire, IBM acordó ser socio conjunto en el desarrollo. IBM también acordó servir como inquilino principal de One Commerce Square, ocupando aproximadamente la mitad del edificio como su sede para la región del Atlántico Medio. Commerce Square se dividiría en dos edificios, One Commerce Square se construiría primero, y la segunda torre, Two Commerce Square, se construiría más tarde una vez que se aseguró un inquilino principal. Los planes para Commerce Square se anunciaron oficialmente el 16 de noviembre de 1984 en una conferencia de prensa celebrada por Maguire e IBM en el Bellevue-Stratford Hotel. La primera fase del proyecto incluyó One Commerce Square, espacio para comercios y restaurantes, una plaza y un estacionamiento subterráneo. La construcción comenzó con la primera fase el 10 de junio de 1985. One Commerce Square se coronó con una ceremonia el 6 de junio de 1986, y el rascacielos se inauguró oficialmente el 23 de octubre de 1987.
En 1987, Consolidated Rail Corporation (Conrail) indicó que quería consolidar sus oficinas repartidas por Filadelfia en un solo edificio de oficinas. En mayo de 1988, Conrail solicitó propuestas de desarrolladores para un edificio para albergar su sede corporativa. El 30 de marzo de 1990, después de ser buscado por numerosos desarrolladores en Filadelfia y sus suburbios, Conrail anunció que alquilaría 27 pisos de Two Commerce Square. Con un inquilino principal asegurado, la construcción de la torre idéntica comenzó en julio de 1990. Two Commerce Square se completó en julio de 1992 y Conrail comenzó a trasladar a unos 3.000 empleados en septiembre de ese año. Two Commerce Square marcó el final del boom de los rascacielos de la década de 1980, siendo el último rascacielos de oficinas que se construyó en Filadelfia hasta el Cira Center en 2005.
Después del auge de los edificios de oficinas de la década de 1980, la década de 1990 vio un exceso de oficinas que resultó en numerosas vacantes y tarifas de arrendamiento reducidas en todo el centro de la ciudad. En 1993, IBM, que luchaba económicamente, estaba reduciendo su fuerza laboral y consolidando sus operaciones en todo el país, y sus planes incluían trasladar a algunos de sus empleados locales fuera de la ciudad. Aunque IBM había ocupado inicialmente solo la mitad de One Commerce Square, en 1993 estaba usando sólo una quinta parte del edificio. En 1996, Maguire Thomas Partners se separó, dejando la propiedad de Commerce Square a Thomas Properties Group Inc. solo. Después de la división, Thomas Properties renegoció el financiamiento hipotecario de las torres de Commerce Square. Thomas Properties Group renegoció con éxito la deuda de Two Commerce Square con Bank of America, pero no pudo renegociar la deuda con el principal acreedor hipotecario de One Commerce Square, Mitsubishi UFJ Trust and Banking Corporation. Para salir del punto muerto, Philadelphia Plaza Associates solicitó la protección por bancarrota del Capítulo 11. Thomas Properties Group era entonces la empresa matriz de Philadelphia Plaza Associates, propietaria de Commerce Square.
Philadelphia Plaza Associates emergió de la reorganización por quiebra a principios de 1998, pero la compañía todavía tenía preocupaciones sobre ocupar el espacio que pronto dejaría Conrail. En octubre de 1996, Norfolk Southern Railway y CSX Transportation compraron Conrail. La fusión se concluyó en mayo de 1998 y las antiguas oficinas y empleados de Conrail comenzaron a trasladarse fuera del edificio. En el acuerdo de fusión, CSX Transportation absorbió el contrato de arrendamiento de 15 años de Conrail. CSX fue responsable de pagar el arrendamiento, pero los 68.000 m² de espacio fueron subarrendados, compensando el costo. Entre 1999 y 2000, cuando las oficinas de Conrail se retiraron gradualmente de Two Commerce Square, Thomas Properties llenó el espacio recién desocupado con nuevos inquilinos.

## Arquitectura
Ubicada en West Market Street en Center City, Filadelfia, Pensilvania, Commerce Square comprende torres de oficinas gemelas de 41 pisos y 172 m diseñadas por Henry N. Cobb y Douglas Gardner de IM Pei & Partners. Commerce Square cubre una manzana entera, entre las calles 20 y 21 y Market Street y John F. Kennedy Boulevard. Commerce Square contiene 200.000 m², que incluye 170.000 m² de espacio para oficinas, 8.500 m² vestíbulo y un 16.000 m², garaje de estacionamiento para 625 autos. Los rascacielos revestidos de granito gris pálido presentan Retranqueoreveses en los lados norte y sur del edificio, con los pisos inferiores que contienen 3.100 m² y los pisos superiores 1.400 m². Los pisos cuentan con una gran cantidad de espacio, un diseño influenciado por las necesidades de IBM en la década de 1980. Las dos torres están rematadas con un par de diamantes de piedra con cuadrados recortados en el centro.
Las torres están separadas por un patio pavimentado de 2.800 m². Las mesas y sillas están dispuestas alrededor de una gran fuente circular de granito rosa en el centro de la plaza. La plaza fue diseñada por Laurie Olin de Hanna / Olin Ltd. Impresionada por la plaza de Commerce Square, la comisión de planificación de la ciudad de Filadelfia incluyó influencias del complejo en un nuevo código de construcción que gobierna los espacios abiertos.

### Recepción
La Plaza del Comercio fue elogiada por su diseño de dos torres que rodean una plaza. The Philadelphia Inquirer dijo: "Su aspecto más positivo es que evita los clichés de los desarrolladores de atrios y centros comerciales y crea un lugar urbano real. Expresa una gran confianza en Filadelfia, y lo que es más importante, en la idea general de vivir en ciudades. " El renombrado Urbanistaurbanista de Filadelfia Edmund N. Bacon elogió Commerce Square y su plaza diciendo:" La sensibilidad de [Olin '] por el diseño urbano está bellamente demostrada por su diseño para el nivel del vestíbulo, incluido el espléndido jardín, de Commerce Square en 20th y Market Street, que creo que será uno de los mejores proyectos comerciales que se construirán en este siglo ".

## Inquilinos
El principal inquilino de One Commerce Square es IBM, que se mudó al rascacielos cuando abrió en 1987. IBM inicialmente ocupó casi la mitad de One Commerce Square, pero en las décadas posteriores, la consolidación ha reducido la presencia de la empresa en el edificio. Otros inquilinos en One Commerce Square incluyen Ernst & YoungLLP, Stradley Ronon Stevens & Young LLP, The Pew Charitable Trusts, Fiserv Securities Inc., Thorp Reed & Armstrong LLP y Delaware Investments, que también alquila espacio para oficinas en Two Commerce Square.
Cuando Two Commerce Square abrió sus puertas en 1992, Consolidated Rail Corporation convirtió 68.000 m² de la torre en su sede corporativa. Desde que fueron compradas por Norfolk Southern y CSX Transportation, Conrail y CSX ahora comparten aproximadamente 460 m² en la torre. Hoy Two Commerce Square se ha convertido en un centro de firmas de contabilidad y consultoría, la más grande de las cuales es PricewaterhouseCoopers, que ocupa 20.000 m². Ocupando la torre desde su apertura en 1992, la firma de servicios profesionales Ernst & YoungLLP arrendó 11.000 m² de la torre hasta que se mudó a One Commerce Square a principios de 2012. Otras firmas relacionadas incluyen Delaware Investments que arrienda 12.000 m² y Grant Thornton LLP. Otros inquilinos también llenan la torre, estos incluyen Leaf Financial Corporation, que alquila los pisos 14 y 15; Reliance Standard Life Insurance Co., que alquila 12.000 m²; y la empresa de ingeniería McCormick Taylor, que ocupa 5.600 m². En 2010, la empresa de multimedia Wolters Kluwer se mudó a 7.000 m² en el tercer y cuarto piso, elevando la ocupación de Two Commerce Square al 91 por ciento.